# Lost Highway
 Ovo je glavno značenje pojma Lost Highway. Za druga značenja pogledajte Lost Highway (razdvojba).
Lost Highway je naslov desetog studijskog albuma rock sastava Bon Jovi.

## Popis pjesama
1. "Lost Highway"
2. "Summertime"
3. "(You Want To) Make a Memory"
4. "Whole Lot of Leavin'"
5. "We Got It Going On (s Big & Rich)"
6. "Any Other Day"
7. "Seat Next to You"
8. "Everybody's Broken"
9. "Till We Ain't Strangers Anymore (s LeAnn Rimes)
10. "The Last Night"
11. "One Step Closer"
12. "I Love This Town"